# Chinese Opium Den
Chinese Opium Den ist ein verschollener Kurzfilm aus dem Jahr 1894, der von Thomas Edison produziert wurde. Der Film wurde auf 35-mm-Film aufgenommen und im Format 1.33:1 auf dem Kinetoskop präsentiert. 
Über den Filminhalt ist nichts bekannt. Filmhistoriker vermuten, dass der Film das Thema des Drogenmissbrauchs anspricht und somit der erste Film ist, der dieses Thema behandelt.
Der Slapstick-Film Rube in an Opium Joint aus dem Jahr 1905 ist somit der älteste noch erhaltene Film, der sich mit dem Thema des Drogenmissbrauchs beschäftigt.